# Betsey Stockton
Betsey Stockton, född 1798, död 1865, var en amerikansk missionär och lärare. 
Hon var född slav men blev frigiven vid ett okänt datum. Hon reste 1822 till Lāhainā på Maui som den första ogifta kvinnliga missionären på Hawaii, och öppnade där den första skolan för icke kungliga hawaiianer. Hon återvände till USA 1825. 
Hennes dagbok har publicerats.